# Білозір Оксана Володимирівна
Оксана Володимирівна Білозі́р (до шлюбу Розумкевич; нар. 30 травня 1957, Смига, Рівненська область, УРСР) — українська артистка, громадська і політична діячка.
Народна артистка України (1994); Народний депутат України IV, V, VI, VIII скликань, Міністр культури і мистецтв України (з 4 лютого 2005 — 16 травня 2005), Міністр культури і туризму України (з 16 травня 2005 — 27 вересня 2005) голова Всеукраїнської громадської організації «Українська взаємодопомога» (з 2003); голова громадського об'єднання «Всеукраїнське об'єднання жінок-депутатів» (з 2008), заступниця голови Національної комісії з питань закордонних українців (з 2006).

## Життєпис
У 1964—1965 роках навчалась у Зборівській СШ. Закінчивши Яворівську музичну школу, навчалася у Львівському музично-педагогічному училищі ім. І.Колеси (1976), згодом у Львівській консерваторії (1981). В 1999 закінчила Дипломатичну академію України при МЗС України (1999), магістерка зовнішньої політики та дипломатії.
У 1977 році стала солісткою самодіяльного ВІА «Ритми Карпат» (ПК автобусного заводу), котрий через два роки був запрошений в повному складі до філармонії і перейменований на «Ватру». Разом з ансамблем стала лауреаткою фестивалю «Молоді голоси» та всесоюзного огляду творчої молоді, згодом ушанована званням Заслуженої артистки України.
З 1979 — солістка вокально-інструментального ансамблю «Ватра» з 1994 — солістка групи «Оксана».
Основу репертуару Білозір становили поп-обробки народних пісень та пісні тодішнього її чоловіка Ігоря, більшість з яких стали хітами.
У 1985 році Оксана Білозір з «Ватрою» записала першу сольну платівку-мільйон, через три роки — диск-гігант у дуеті з Віктором Морозовим «Ой, там у Львові, на Високім Замку». В 1990 році Білозір виконала найпопулярнішу зі своїх пісень — візитку «Україночка» Геннадія Татарченка. В тому ж році вона створила власний ансамбль «Оксана».
В 1993 році в Канаді вийшов компакт-диск Оксани Білозір «Україночка». В Україні її компакт-диск з'явився через два роки — лейбл НАК випустив збірник «Нові і найкращі пісні …».
У 1994 році отримала звання Народної артистки України. На той час вона здивувала аудиторію новою програмою «Карнавал», створеною разом з музикантами гурту «Світязь» — Анатолієм Говорадлом та Дмитром Гершензоном.
Влітку 1996 року Оксана Білозір перебралася до Києва і стала викладати в Інституті культури і мистецтв. Наприкінці літа 1998 року лейбл «Караван CD» випустив черговий компакт-диск співачки — «Для тебе». Наступного року побачив світ альбом реміксів найкращих пісень Білозір «Чарівна бойківчанка».
Наприкінці 2000 року з'явився новий компакт-диск «Горобина ніч», складений традиційно як з нових пісень, так і зі старих реміксів. Навесні 2001-го Оксана Білозір розпочала співпрацю з продюсером Віталієм Климовим та аранжувальником Дмитром Ципердюком (раніше — «Морра», «Ла Манш», зараз — «Dazzle Dreams») і в черговий раз осучаснила свою творчість.
Основу нового репертуару склали пісні Ципердюка та переосмислені старі хіти Ігоря Білозора. Записаний в одній з найбільших московських студій звукозапису SBI Records (колишнього ватрівця Ігоря Бабенка) хіт «Лелеки» на початку 2002-го був виданий на CD-синглі. Паралельно НАК в черговий раз перевидав і (дещо змінені) альбоми «Нові і найкращі пісні …» та «Для тебе».
Володіє українською, російською, польською, англійською мовами.
Захоплення: нарди, туризм (італійські Альпи), лижний спорт.

## Політична кар'єра
Народна депутатка України Верховної Ради України 4-го скликання з 14 травня 2002 по 3 березня 2005 від Блоку Віктора Ющенка «Наша Україна», № 70 в списку. На час виборів: завідувачка кафедри естради факультету музичного мистецтва Київського національного університету культури і мистецтв, безпартійна. Членкиня фракції «Наша Україна» (з травня 2002); членкиня Комітету у закордонних справах (з червня 2002), голова підкомітету з євроатлантичного співробітництва. Склала депутатські повноваження 3 березня 2005.
4 лютого — 16 травня 2005 — міністерка культури і мистецтв України. 16 травня — 27 вересня 2005 — міністерка культури і туризму України. У жовтні особиста пресслужба заявила про отруєння Оксани Білозір. «Це був замах на моє життя», — заявила ексміністерка.
Народна депутатка України Верховної Ради 5-го скликання з 25 травня 2006 по 8 червня 2007 від Блоку «Наша Україна», № 19 в списку. На час виборів: професорка кафедри естрадного співу Київського національного університету культури і мистецтв, членкиня НСНУ. Членкиня фракції Блоку «Наша Україна» (з травня 2006), заступниця голови (з липня 2006); голова підкомітету з питань міжпарламентських зв'язків, двосторонніх та багатосторонніх відносин Комітету у закордонних справах (з липня 2006). Склала депутатські повноваження 8 червня 2007.

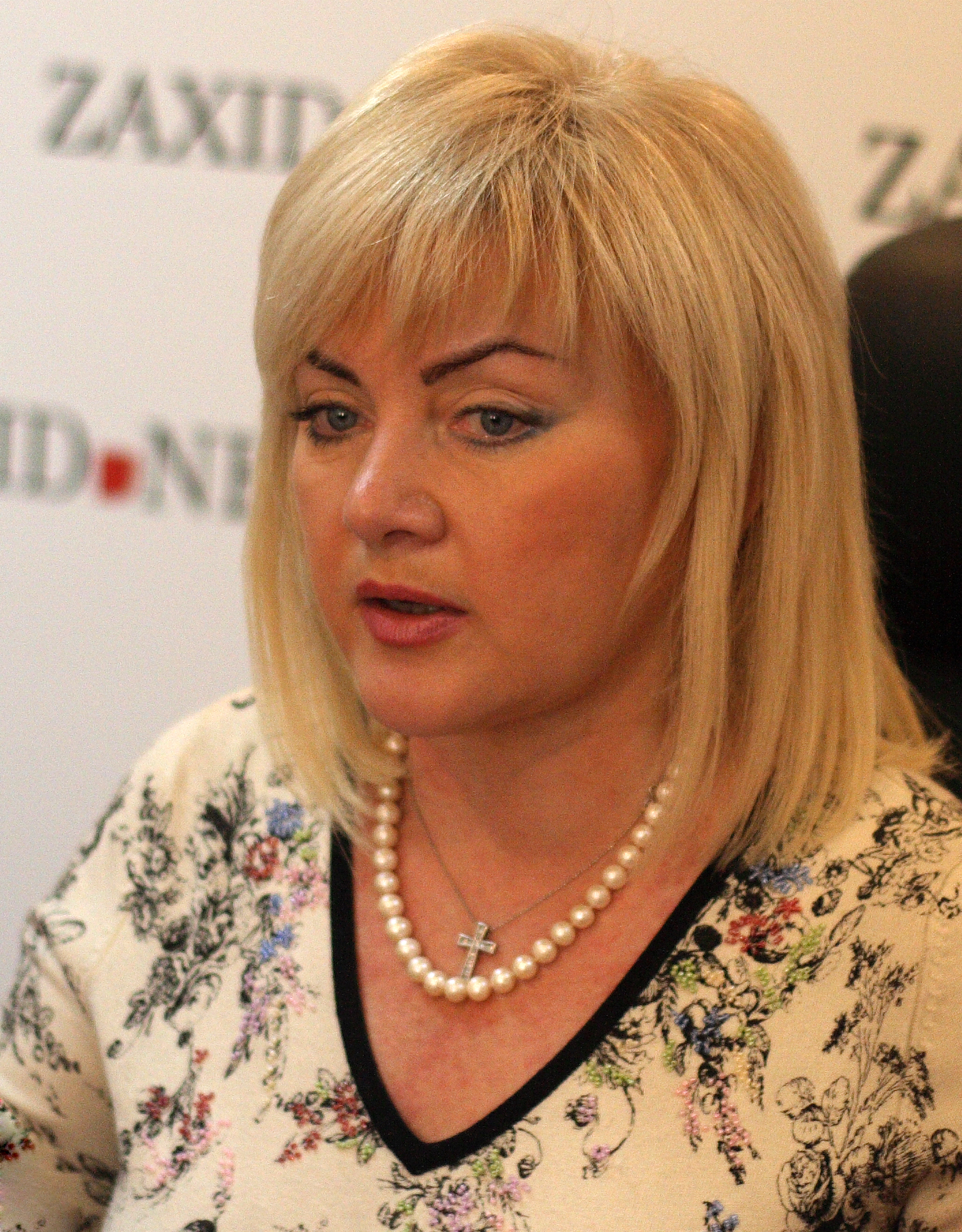
Оксана Білозір у 2009 році

Народна депутатка VI скл. з 23 листопада 2007 по 12 грудня 2012 від Блоку «Наша Україна — Народна самооборона», № 44 в списку. На час виборів: професорка кафедри естрадного співу Київського національного університету культури і мистецтв, членкиня НСНУ. Членкиня фракції Блоку «Наша Україна — Народна самооборона» (з листопада 2007); членкиня Комітету у закордонних справах (з грудня 2007), голова підкомітету з питань міжпарламентських зв'язків, двосторонніх та багатосторонніх відносин (з січня 2008).
Згодом провела рік у лікарні «Феофанія», три роки мала інвалідність. За фактом випадку порушено кримінальну справу, але згодом закрито на прохання самої Білозір.[уточнити]
Оксана Білозір включена до списку партії «БПП Солідарність» під № 80. 13 травня 2016 року Центральна виборча комісія України визнала її обраною депутаткою Верховної Ради України. 17 травня 2016 року Білозір приступила до обов'язків депутата Верховної Ради України. Білозір зареєстрована депутаткою після дострокового припинення депутатських повноважень голови фракції «Блок Петра Порошенка» Юрія Луценка, призначеного 12 травня генеральним прокурором України.
Голова Соціально-християнської партії (березень 2004 — березень 2005).
Членкиня президії Ради НС «Наша Україна» (березень — листопад 2005), Ради НС «Наша Україна» (березень 2005 — лютий 2008).

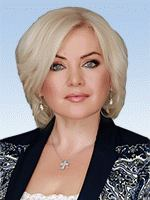
Партійна фотографія Оксани Білозір у 2014 році

Членкиня Президії партії «Єдиний Центр» (з березня 2008).

### Громадська діяльність
Входить до Поважної ради Громадської ініціативи «Орден святого Пантелеймона».
Народна посолка України (1999).

### Скандали
Руслан Кухаренко у 2021 році стверджував, що Білозір отримала земельну ділянку (на вул. Олегівській площею 10 сотих) і має прямий стосунок до будівництва на ній 10-поверхового будинку замість 4-поверхового.

## Родина
Батько — Володимир Йосипович Розумкевич (нар. 1930, походить зі села Тустоголови, тепер Тернопільський район, Тернопільська область) — пенсіонер; матір Ніна Василівна (1933–2004). Сини: Андрій Білозір (нар. 21 лютого 1982) від першого шлюбу та Ярослав Недзельський — від другого шлюбу. Невістка Лариса Білозір — громадська і політична діячка. 
Була одружена з композитором і співаком Ігорем Білозіром. З 1989 до 2022 року була одружена з українським музикантом та продюсером Романом Недзельським.

## Дискографія
Творчий доробок: 15 компакт-дисків, 1 DVD, 10 музичних фільмів.

### Альбоми
- Ой, там у Львові, на Високім Замку (1988)
- Через зіроньку ясну (1992)
- Горобина ніч (2001)
- Для тебе (2002)
- Нові та найкращі (2002)
- Назад у майбутнє (2003)
- Подивись мені в очі (2007)
- Чарівна бойківчанка (2007)
- Пшеничне перевесло (2007)
- Під облачком (2007)
- Горобина річ (2007)
- Колядки щедрівки (2011)
- Золоті пісні

### Сингли

#### 2023
- Горобина ніч
- Мʼятне літо
- Величальна господу
- Коли ми разом (романс)
- Перший сніг
- Любов починається з мами і тата

#### 2024
- Мʼятне літо (Maver remix)

## Відзнаки
- Орден князя Ярослава Мудрого V ст. (16 січня 2009) — за вагомий особистий внесок у справу консолідації українського суспільства, розбудову демократичної, соціальної і правової держави та з нагоди Дня Соборності України[17]
- Заслужений артист України (1986)
- Народний артист України (22 березня 1994) — за значний особистий внесок у розвиток української культури, високу професійну майстерність[18]
- Лауреатка Всеукраїнської премії «Жінка III тисячоліття» в номінації «Знакова постать» (2008).